# کلیسای شهر اومئو

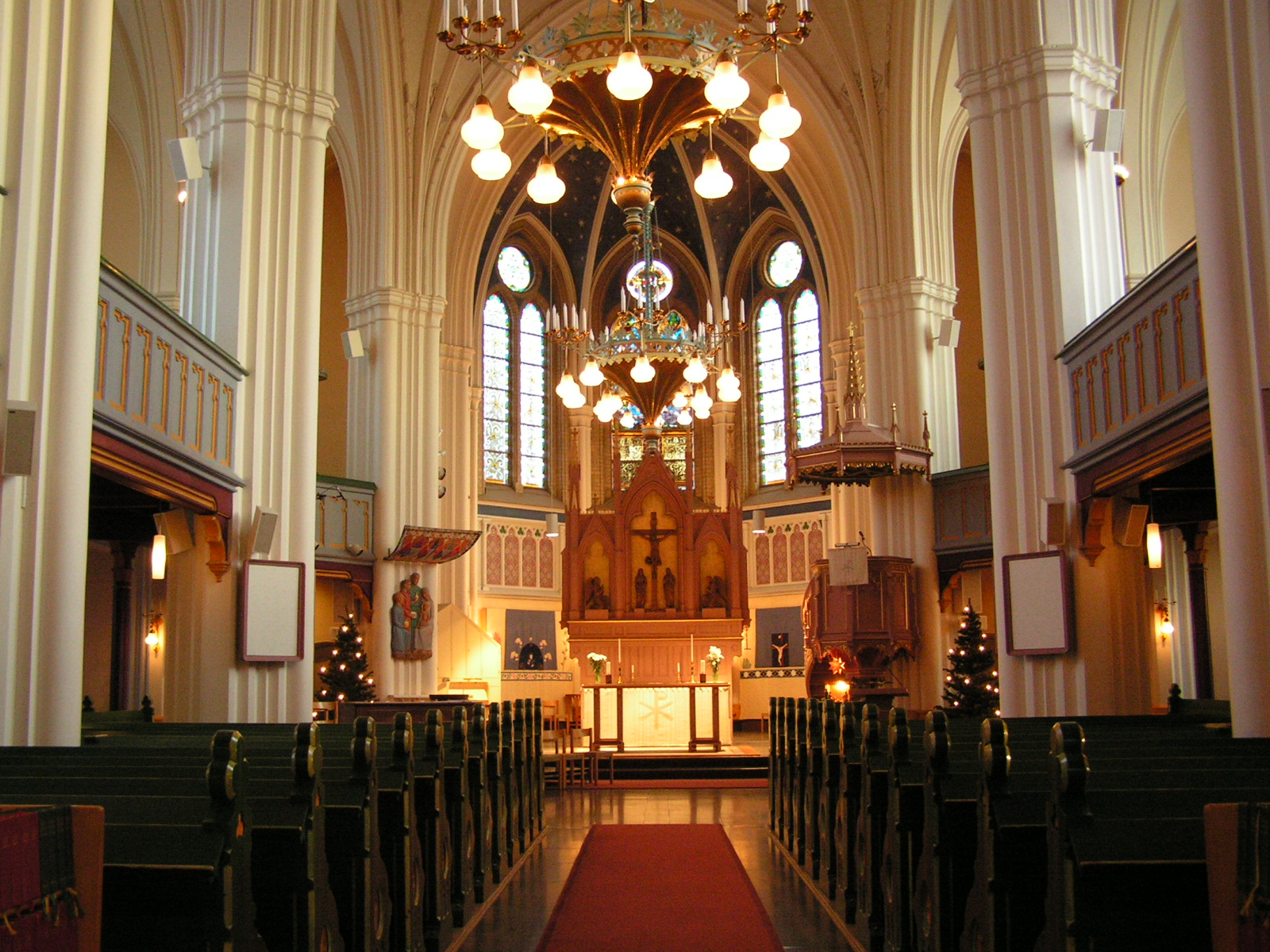
سالن اصلی کلیسای شهر اومئو

کلیسای شهر اومئو (به سوئدی: Umeå stads kyrka) کلیسای اصلی شهر اومئو، سوئد است.
این کلیسا در سال ۱۸۹۴ میلادی توسط فردریک اولاوس لیندسروم ساخته شده و تاکنون سه بار مورد بازسازی قرار گرفته‌است.